# کازانووا (فیلم ۲۰۰۵)
کازانووا (انگلیسی: Casanova) فیلمی در ژانر کمدی رمانتیک و رمانتیک به کارگردانی لاسه هالستروم است که در سال ۲۰۰۵ منتشر شد.

## بازیگران
- هیث لجر
- سیه‌نا میلر
- جرمی آیرونز
- اولیور پلات
- لنا اولین
- ناتالی دورمر
- چارلی کاکس
- امید جلیلی
- هلن مک‌کوری
- کن استات
- لورن کوهن